# Heyne Verlag
Der Heyne Verlag (früher Wilhelm Heyne Verlag, Eigenschreibweise in Versalien) ist ein deutscher Buchverlag mit Hauptsitz in München. Er zählt zu den bekanntesten Verlagsmarken und veröffentlicht Werke deutscher und internationaler Bestsellerautoren. Dazu gehören beispielsweise Amelie Fried und Sabine Thiesler sowie John Grisham und Stephen King.
Der Verlag wurde 1934 von Wilhelm Heyne in Dresden gegründet und ist seit 1948 in München beheimatet. Ab 1960 führte sein Sohn Rolf Heyne das Geschäft weiter. Im Jahr 2000 wurde Heyne vom Medienkonzern Axel Springer übernommen und 2004 schließlich an Bertelsmann verkauft. Heyne ist seitdem ein Teil der Penguin Random House Verlagsgruppe.

## Geschichte

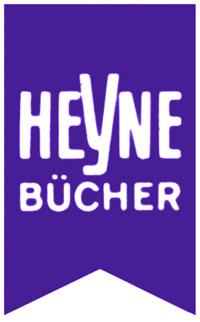
Logo bis 2003

### Gründung, Krieg und Wiederaufbau
Wilhelm Heyne gründete den nach ihm benannten Verlag am 15. Februar 1934 in Dresden. 1940 erwarb Franz Schneekluth eine Minderheitsbeteiligung am Wilhelm Heyne Verlag, nachdem er bereits 1935 Leiter des Verlags geworden war. Während der Luftangriffe auf Dresden wurde das Verlagshaus in der Reichsstraße vollständig zerstört.
Nach Kriegsende nahm man 1948 die Tätigkeit in München wieder auf, wobei Wilhelm Heyne zunächst nur 40 Prozent der Anteile am Verlag hielt. Franz Schneekluth hatte nach dem Krieg den Vertrieb des Dresdner Stammhauses im Westen Deutschlands, gründete aber nachdem Wilhelm Heyne ebenfalls 1948 in den Westen wechselte einen eigenen Schneekluth-Verlag, wobei er auch einige Autoren des alten Heyne-Verlags weiter verlegte.

### Wachstum mit Taschenbüchern
1951 trat Rolf Heyne in den Wilhelm Heyne Verlag ein. Im September 1958 startete das Taschenbuchprogramm mit vier Titeln: Johannes Mario Simmel: Ich gestehe alles; Daphne Du Maurier: Die Bucht des Franzosen; Reinhart Stalmann: Bis zur letzten Stunde; Antonio Corte: Die Schöne von Amalfi. Ab Oktober 1958 erschienen monatlich zwei Titel. Erster Cheflektor war Kurt Bernhard. 1960 übernahm Rolf Heyne die Geschäftsführung des väterlichen Betriebs. 1960 erschien der erste Heyne-Science-Fiction-Roman, im März 1960 der erste Heyne Western. Der erste Titel der Heyne Paperbacks («Seltene Werke der Weltliteratur») kam 1962 heraus, ein Jahr später startete die Reihe Heyne Anthologien mit dreizehn Kriminal-Stories. Das erste Heyne Sachbuch war 1964 John F. Kennedys Zivilcourage. Unter Führung Rolf Heynes wurde das Taschenbuch-Programm ausgebaut, nicht zuletzt durch Übernahmen. Beispiele hierfür sind der Erwerb der Rechte an den Simenon-Krimis von Kiepenheuer & Witsch im Jahre 1966 und die Übernahme der Taschenbücher des Kindler Verlags im selben Jahr. Dazu kamen Kooperationen, beispielsweise mit Bertelsmann und dem Hestia Verlag. 1967 startete die Reihe Heyne Romantic Thriller mit Virginia Coffman: Wolken über Schloss Barra, ein Jahr später die Reihe Heyne Exquisit Bücher mit Bordellgeschichten der Weltliteratur. 1968 erschien die Reihe Heyne Lebendige Weltgeschichte das erste Mal.
1969 verstarb Wilhelm Heyne, sodass Rolf Heyne nun Alleingesellschafter war. 1970 wurde der Moewig Verlag an Heinrich Bauer Verlag verkauft, weil er nicht mehr zum Kerngeschäft passte. Das Wachstum des Unternehmens in den 1960er- und 1970er-Jahren führte schließlich zur Umwandlung des Einzelunternehmens in eine haftungsbeschränkte Kommanditgesellschaft (GmbH & Co. KG) im Jahr 1982. Rolf Heyne war Kommanditist mit einer Einlage von acht Millionen Mark.
Durch den Aufbau der Collection Rolf Heyne und weiteren Sonderproduktionen, wie die Reihe Heyne mini, stärkte der Verlag ab den frühen 1980er-Jahren sein Programm in den Bereichen Hardcover und Paperback.

### Verkauf und Weiterverkauf
In den 1990er-Jahren erwarb Heyne die Verlage Zabert Sandmann und Diana. Dadurch erreichte das Unternehmen eine Größe, die es in den Fokus von Medienkonzernen wie Axel Springer, Bertelsmann und Holtzbrinck rückte. Bertelsmann wurden die besten Chancen eingeräumt. Rolf Heyne entschied sich jedoch kurz vor seinem Tod am 8. Dezember 2000 für die Veräußerung an Axel Springer, um auf diese Weise die Kontinuität des Verlags sicherzustellen. Die Collection Rolf Heyne war davon ausgenommen und wurde von Rolf Heynes Witwe Anja Heyne weitergeführt.
Springer war bereits im Besitz der Ullstein Buchverlage und baute nach dem Erwerb von Heyne die Verlagsgruppe Ullstein Heyne List auf. Wenig später entschied der Konzern jedoch, sich aus strategischen Erwägungen vom Buchgeschäft zu trennen. Im Februar 2003 wollte die Bertelsmann-Tochter Random House die Verlage Ullstein Heyne List übernehmen, scheiterte jedoch am Widerstand der Kartellbehörden. Man befürchtete eine marktbeherrschende Stellung im Taschenbuch. Die Verlagsgruppe Random House sicherte sich schließlich nur den Wilhelm Heyne Verlag, während Bonnier die übrigen Teile der ehemaligen Verlagsgruppe Ullstein Heyne List übernahm.

### Aktuellere Ereignisse
Im Rahmen der Übernahme wurde die Wilhelm Heyne Verlag Gesellschaft mit beschränkter Haftung auf die Muttergesellschaft verschmolzen. Seitdem ist der Heyne Verlag ein Teil der Verlagsgruppe Random House, der im Buchhandel als eigenständiger Verlag behandelt wird.
Im Juni 2022 kündigte der Verlag eine Umstrukturierung der Programme an. Imprints werden gestrichen, die Konzentration soll stärker auf der Marke Heyne liegen.

## Programm

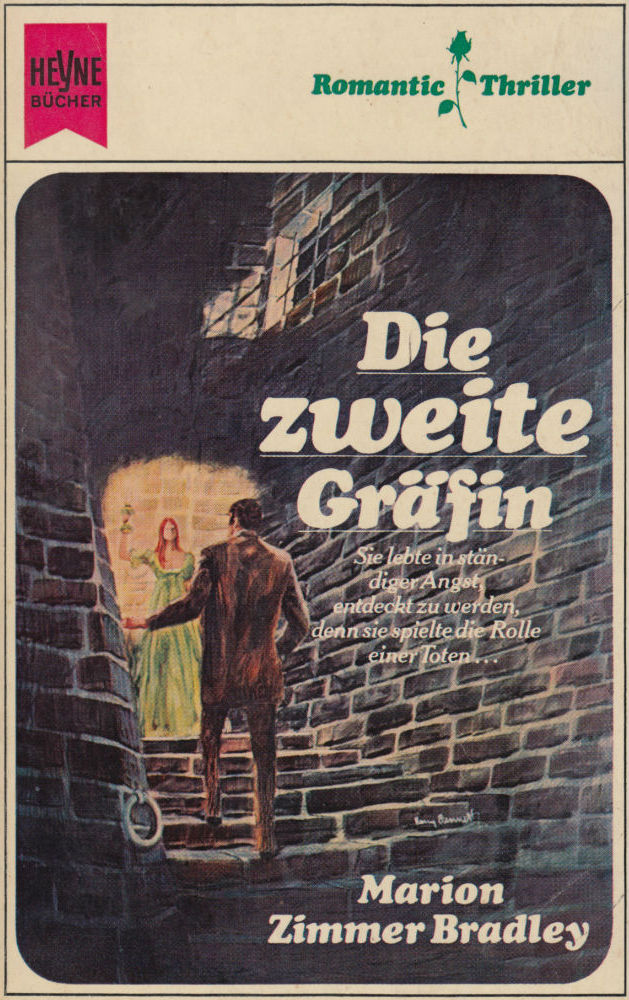
Die zweite Gräfin (1970)

### Erste Jahre
Zu den ersten Autoren gehörten Reinhold Conrad Muschler („Die Unbekannte“), Werner Bergengruen („Die drei Falken“), Ernst Moritz Mungenast („Christoph Gadar“) und Arthur-Heinz Lehmann („Rauhbautz will auch leben!“) sowie die US-amerikanische Schriftstellerin Gwen Bristow mit „Tiefer Süden“. Das Programm wurde 1966 um das Werk Georges Simenons erweitert, das der Wilhelm Heyne Verlag von Kiepenheuer & Witsch erhalten hatte. 1976 begann mit „Winnetou I“ die Karl-May-Reihe.

### Heyne-Reihen
Früher organisierte der Heyne Verlag sein Programm in sogenannten Reihen, von denen insgesamt über 50 Stück existierten. Gegenstand einer Reihe waren neben einer Allgemeinen Romanreihe, vielfältige Sachbücher (z. B. Heyne Filmbibliothek, Heyne Koch- und Getränkebücher, Heyne Geschichte, Heyne Sprach- und Reiseführer, Heyne Report, Religion und Glaube, Mensch und Sexualität), verschiedene Genres (z. B. Heyne Science-fiction & Fantasy, Heyne Western, Heyne Liebesroman, Heyne Romantic Thriller, Märchen aus aller Welt, Heyne Lyrik, Heyne Exquisit mit erotischen Werken der Weltliteratur), Ratgeberbücher (z. B. Kompaktwissen, Ratgeber Esoterik, Ratgeber fernöstliche Weisheiten), Sammlerbücher (Heyne Sammlerbibliothek), Sprach- und Reiseführer und Bücher zu Ereignissen (z. B. Heyne Jubiläumsreihe seit 1993). 2014 waren sämtliche verfügbaren Werke in die Kategorien Spannung, Unterhaltung für Frauen, Historische Programme, Das junge Programm, Fantasy & Science Fiction, Hardcore sowie Sachbuch und Ratgeber gegliedert.

### Aktuelles Programm
Heyne veröffentlicht sowohl Hardcover als auch Taschenbücher, zu den Autoren zählen beispielsweise Nicholas Sparks, Robert Harris, Amelie Fried, Sabine Thiesler, Wolfram Siebeck, John Grisham und Stephen King.